# Ulla Graf-Nobis
Ulla Graf-Nobis, geborene Graf (* 30. Juni 1939 in Aachen; † 16. Oktober 2016 ebenda) war eine deutsche Pianistin und Hochschullehrerin.

## Leben und Wirken
Ulla Graf-Nobis studierte bei Else Schmitz-Gohr an der Musikhochschule Köln sowie beim argentinischen Pianisten Bruno Leonardo Gelber. Das Studium schloss sie mit dem Konzertexamen ab. 
Nachdem das ehemalige Aachener Grenzlandkonservatorium in die Kölner Musikhochschule integriert worden war, übernahm Graf-Nobis 1974 eine Professur für Klavierspiel in der neuen Aachener Abteilung. Später übernahm sie in Aachen das Amt der Prodekanin. 2002 ging Graf-Nobis in den Ruhestand.
Konzerte gab Graf-Nobis unter anderem in Paris, Brüssel, Bratislava, Haarlem und Nancy. Ferner war sie an mehreren CD-Produktionen beteiligt, darunter eine Aufnahme aus dem Jahr 1973, auf der sie mehrere Werke des ukrainischen Komponisten Sergei Eduardowitsch Bortkiewicz zur Uraufführung brachte. Bei Kammermusik- und Liederabenden musizierte sie mit namhaften Geigern und Cellisten sowie Sängern. 
Ulla Graf-Nobis war verheiratet mit dem Komponisten und Hochschullehrer Herbert Nobis.